# Luboš Bartoň
Luboš Bartoň (Česká Lípa, República Txeca, 7 d'abril de 1980) és un jugador txec de basquetbol.

## Clubs
- Temporada 1996-1997: BK Děčín, Txèquia (ALK)
- Temporada 1997-1998: BK Děčín, Txèquia (ALK)
- Temporada 1998-1999: University de Valparaíso, Estats Units (NCAA)
- Temporada 1999-2000: University de Valparaíso, Estats Units (NCAA)
- Temporada 2000-2001: University de Valparaíso, Estats Units (NCAA)
- Temporada 2001-2002: University de Valparaíso, Estats Units (NCAA)
- Temporada 2002-2003: Skipper de Bolonya, Itàlia (LEGA)
- Temporada 2003-2004: Lottomatica de Roma, Itàlia (LEGA)
- Temporada 2004-2005: Lottomatica de Roma, Itàlia (LEGA)
- Temporada 2005-2006: DKV Joventut (ACB)
- Temporada 2006-2007: DKV Joventut (ACB)
- Temporada 2007-2008: DKV Joventut (ACB)
- Temporada 2008-2009: Regal FC Barcelona (ACB)
- Temporada 2009-2010: Regal FC Barcelona (ACB)
- Temporada 2010-2011: Baloncesto Fuenlabrada (ACB)
- Temporada 2011-2012: Baloncesto Fuenlabrada (ACB) i Fiatc Joventut (ACB)

## Palmarès
- Temporada 2002-03: Skipper de Bolonya,  Itàlia. Subcampió LEGA.
- Temporada 2005-06: DKV Joventut. Campió Lliga Catalana.
- Temporada 2005-06: DKV Joventut. Campió FIBA Eurocup.
- Temporada 2007-08: DKV Joventut. Campió Copa del Rei ACB
- Temporada 2007-08: DKV Joventut. Campió ULEB Cup.
- Temporada 2008-09: Regal FC Barcelona. Campió Lliga ACB
- Temporada 2009-10: Regal FC Barcelona. Campió Copa del Rei ACB
- Temporada 2009-10: Regal FC Barcelona. Campió Eurolliga de bàsquet